# Oskil
Oskil (ukrainska: Оскiл), eller Oskol (ryska: Оскол), är en flod i Ryssland och Ukraina. Den är 472 km lång och den största bifloden till Donets, som i sin tur är en biflod till Don.
Floden rinner upp på Centralryska platån och går söderut, genom de ryska oblasten Kursk och Belgorod, innan den kommer in i Ukraina, i östra delen av Charkiv oblast, där den slutligen mynnar i Donets öster om Izium. Den största ukrainska orten längs Oskil är Kupjansk.

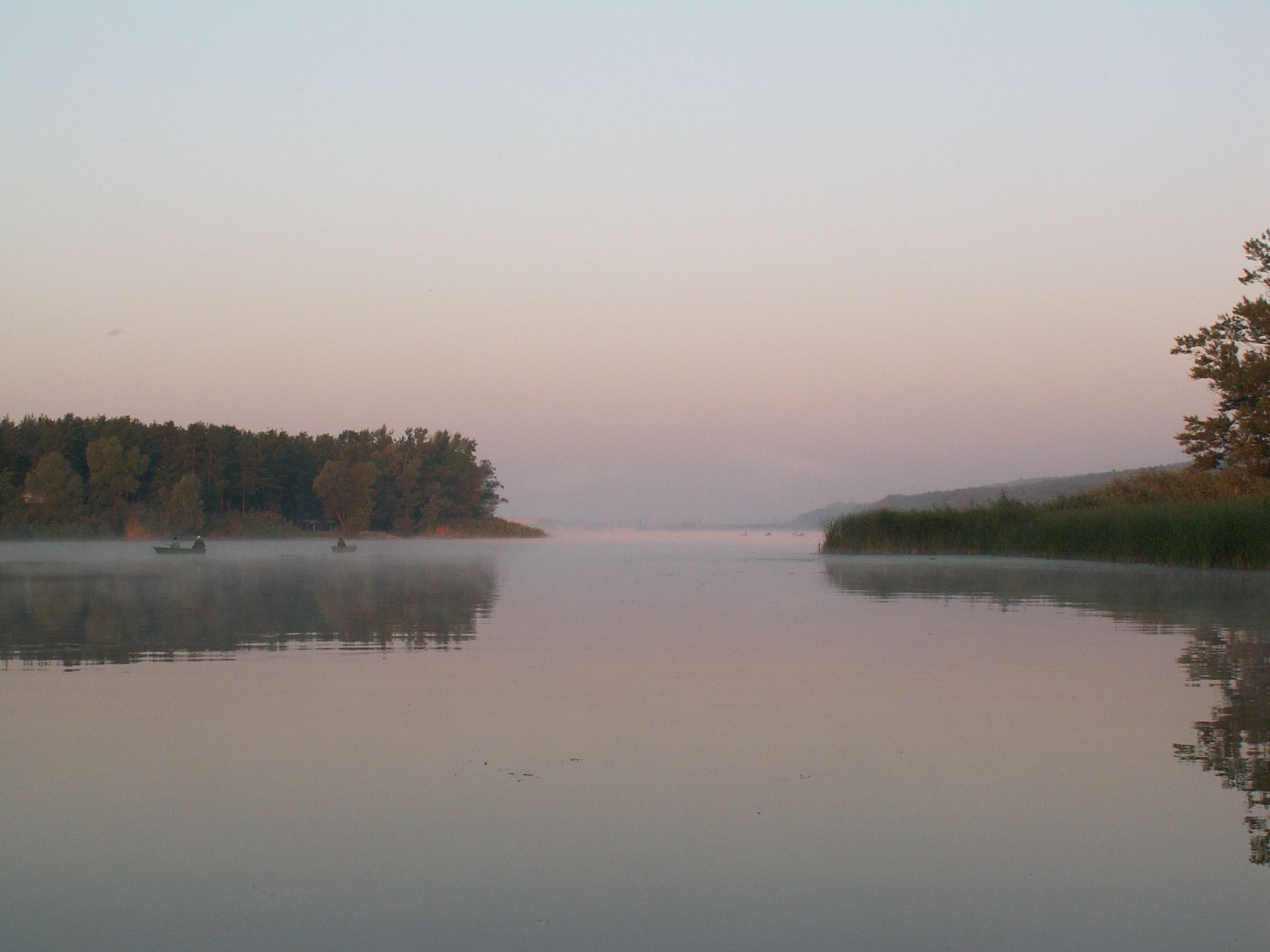
Oskilreservoaren

Under sin väg genom Charkiv oblast passerar floden Oskilreservoaren (Оскільське водосховище), tidigare kallad Tjervonyj Oskil-reservoaren (Червонооскільське водосховище), ett vattenmagasin med Oskils vattenkraftverk (Оскільська ГЕС) i södra änden, vid byn Oskil.